# Вирус на тютюневата мозайка
Вирусът на тютюневата мозайка е РНК вирус от рода Tobamovirus, който инфектира тютюна и други растения от семейство Картофови. Заразяването с него води до появата на характерна шарка у растението, напомняща мозайка и обезцветяваща листата. Това е първият открит вирус в историята. Въпреки че още от 19 век е известно, че небактерийна инфекциозна болест уврежда тютюневата реколта, едва през 1930 г. е установено, че инфекциозният агент е вирус.

## История
През 1886 г. Адолф Майер първи описва болестта на тютюневата мозайка, която може да прехвърля между растенията, подобно на бактериална инфекция. През 1892 г. Дмитрий Ивановски предоставя първите конкретни доказателства за наличието на небактериален инфекциозен агент, показвайки, че инфектираните растителни сокове остават инфекциозни, дори след като се филтрират през най-фините филтри по това време. През 1903 г. Иванковски публикува труд, в който описва необичайните кристални вътреклетъчни инклузии в гостоприемните клетки на засегнатия тютюн и предполага, че връзката между тях е именно инфекциозния агент. Все пак, Ивановски е убеден, въпреки липсата на доказателства, че агентът е непозната бактерия, която е твърде малка, че да бъде уловена от филтрите или да бъде видяна през микроскоп. През 1898 г. Мартинус Бейеринк независимо повтаря експериментите на Иванковски и установява, че инфекциозният агент е способен да се самовъзпроизвежда в гостоприемните клетки на тютюна. Именно Бейеринк въвежда термина вирус, за да диференцира агента на тютюневата мозайка от бактериите. Вирусът на тютюневата мозайка е първият кристализиран вирус. Това постига Уендъл Стенли през 1935 г., който също доказва, че вирусът остава активен дори след кристализация. За това си постижение той печели Нобелова награда за химия през 1946 г., макар по-късно да се оказва, че някои от заключенията му (в частност, че кристалите са чист протеин, сглобяван чрез автокатализа) са погрешни. Първите изображения под електронен микроскоп на вируса на тютюневата мозайка са получени през 1939 г. През 1958 г. Розалинд Франклин спекулира, че вирусът е кух и че неговата РНК е едноверижна След смъртта ѝ е доказано, че хипотезата ѝ е вярна. Изследванията на вируса на тютюневата мозайка и откриването на вирусната му природа играят ключова роля в основаването на вирусологията.

## Симптоми
Както много други растителни патогенни вируси, вирусът на тютюневата мозайка има много широка гама от гостоприемници и има различни проявления, в зависимост от гостоприемника. Той причинява загуби главно при тютюневата реколта, но е известно, че може да инфектира поне 125 вида от 9 растителни семейства, сред които тютюн, домати, чушки, краставици и някои декоративни цветя. Има различни щамове. Първият симптом на заразата е светлозелено оцветяване между жилите на младите листа. Скоро след това се наблюдава развиване на „мозайката“ от светлозелени и тъмнозелени области по листата. Възможно е да се появи набръчкване. Симптомите се развиват бързо и са по-видими при по-младите листа. Инфекцията не води до загиване на растението, но ако настъпи в началото на сезона, растенията забавят растежа си. По-ниските листа могат да бъдат по-тежко засегнати, особено по време на засушаване. В такъв случай могат да се появяват големи мъртви зони по листата. От друга страна, симптомите на вируси при гроздето и ябълките са почти незабележими.

## Среда
Вирусът на тютюневата мозайка е един от най-стабилните вируси на планетата. Той има много широк диапазон на оцеляване. Докато околната температура е под 40 °C, той може да поддържа стабилната си форма. Нуждае се единствено от гостоприемник. Парниците и ботаническите градини предоставят идеални условия за разпространение на вируса, поради гъстотата на гостоприемниците и постоянната температура през годината.

## Управление
Сред най-честите методи за управление на вируса е санитацията, която включва премахване на заразените растения и редовно миене на ръцете. Сеитбообращението също е добра практика за избягване на заразяване на почвата. Понякога, като превантивна мярка срещу упорити щамове на вируса, е възможно инфектирането на растенията с по-мек негов щам, при което се постига ефект, близък до този на ваксината.
През последните години прилагането на генно инженерство върху растенията им позволява да развият протеиново покритие, чрез което се постига потискане на генната експресия.